# Teatre Poliorama

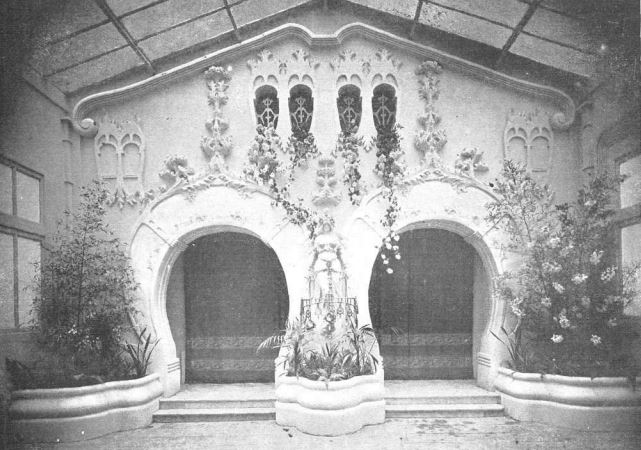
Cine Poliorama (1906) amb decoració de Moragas i Alarma

El Teatre Poliorama és un teatre, antic cinema, situat a la planta baixa de l'edifici de la Reial Acadèmia de Ciències i Arts de Barcelona, a la Rambla, 115. Obert el 1899 com a cinema, posteriorment alterna el seu ús amb representacions teatrals. Funciona des de 1976 com a teatre. Entre 1937 i 1939 va ser anomenat Teatre Català de la Comèdia.

## Història

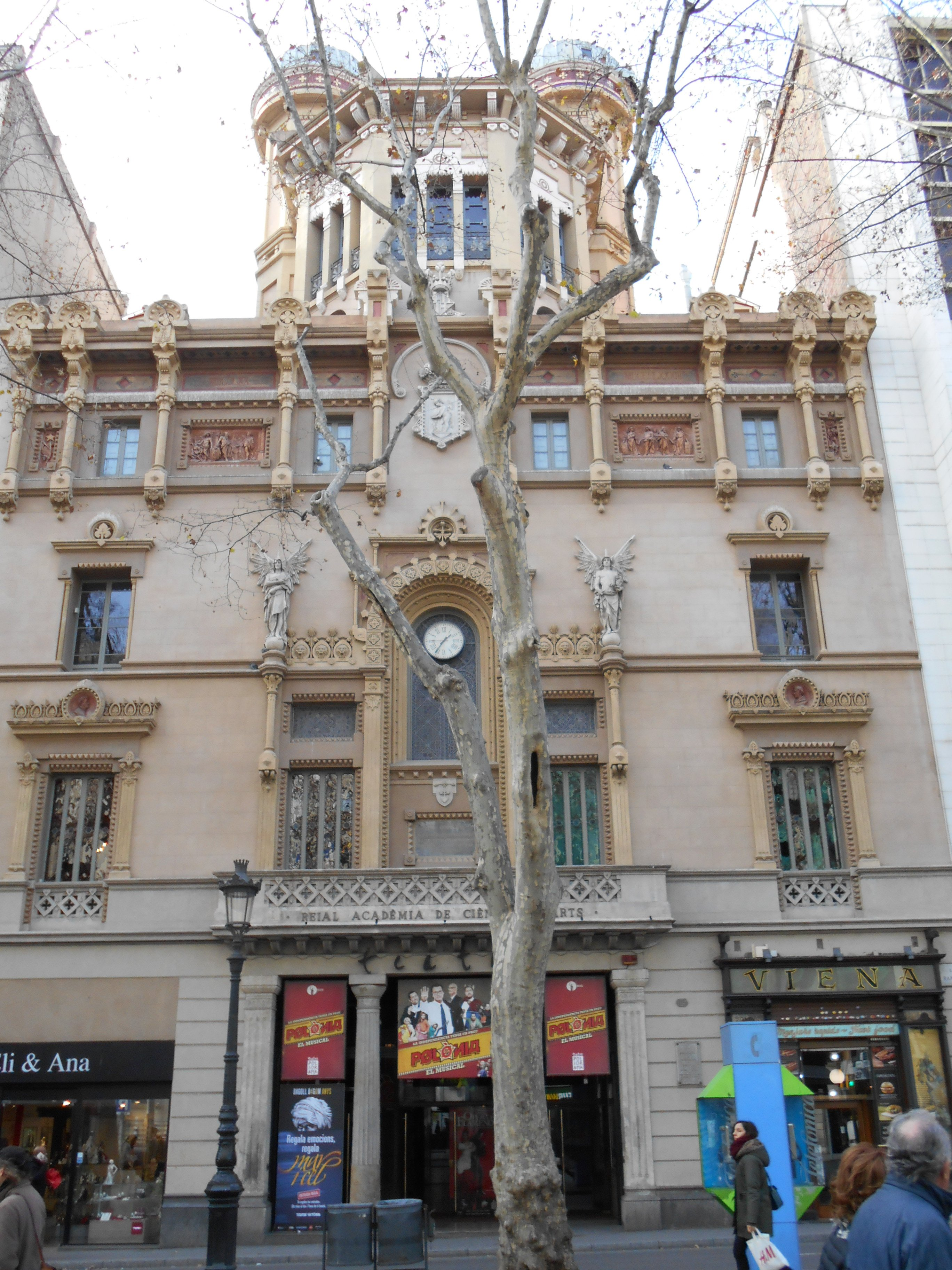
Façana de l'edifici

L'edifici de la Reial Acadèmia de Ciències i Arts de Barcelona va ser reformat per Josep Domènech i Estapà i va ser inaugurat el 1894. A la planta baixa es va habilitar un local per a fer-hi espectacles, els beneficis dels quals servissin per a sufragar les despeses de l'entitat.
El 1899 va obrir-s'hi el Cine Martí, essent la primera sala de la ciutat expressament construïda com a cinema. El 13 d'abril va inaugurar-se; el 1900 va projectar un dels grans èxits del moment, Jeanne d'Arc de Georges Méliès, i el 1903 va tancar.
El 10 de desembre de 1906, reformat, va obrir com a Cine Poliorama, tot i que alternava el cinema amb funcions de teatre. La capacitat era llavors de 630 butaques, i la decoració era de Miquel Moragas i Salvador Alarma.
S'hi estrenaren, entre d'altres, les obres:
- L'huracà de Carme Montoriol i Puig (25 de gener del 1934)
- La Rambla de les Floristes de Josep Maria de Sagarra (21 de març de 1935)
- María de la O, sarsuela amb música de Manuel López Quiroga i lletra de Rafael León (desembre de 1935)
- Judith de Maria Lluïsa Algarra (16 d'octubre de 1936)

El 24 de desembre de 1937 va esdevenir Teatre Català de la Comèdia, dedicant-se exclusivament al teatre, amb predomini d'estrenes d'autors catalans. Entre altres obres, van estrenar-s'hi:
- La fam de Joan Oliver (15 de juny),
- El casament de la Xela i El testament (versió de la novel·la) de Xavier Benguerel, amb escena i decorats de Ramon Calsina,
- Marie la Roja, de Rosa Maria Arquimbau (el 4 de novembre de 1938).[1]

A més, van representar-s'hi obres catalanes de repertori: Frederic Soler, Albert Llanas, Àngel Guimerà, Ignasi Iglésias, Santiago Rusiñol…, La feréstega domada de Shakespeare i una obra de George Bernard Shaw: El deixeble del diable.
Acabada la Guerra civil espanyola, va ser adquirit pel grup Balañà i reobert el 25 de febrer de 1939 com a cinema, amb el recuperat nom de Cine Poliorama. El 1940 s'hi va estrenar Escalera de color, sarsuela de Federico Moreno Torroba. Els seus anys més brillants van ser els cinquanta i els seixanta.
Tancat l'11 d'agost de 1963, va ser reformat i va tornar a obrir l'octubre del mateix any. Novament, va combinar el cinema i el teatre. Des de 1973, va dedicar-se exclusivament al teatre i va prendre el nom de Teatre Poliorama.
Entre el 1982 i el 1984 va estar tancat. Després d'una nova reforma, a càrrec de l'estudi Martorell-Bohigas-MacKay, el 3 de febrer de 1985 va obrir de nou. La capacitat era llavors de 671 seients. Mentre es feien les obres del Teatre Nacional de Catalunya, el Poliorama va fer-ne les funcions, dependent de la Generalitat de Catalunya i essent dirigit per Josep Maria Flotats, fins al 1994.
Llavors tornà a la gestió privada. Actualment, és gestionat per Tres per Tres, empresa participada per El Tricicle i Dagoll Dagom, s'hi fan comèdies i musicals comercials de qualitat, a més d'espectacles musicals. Un dels grans èxits d'aquesta etapa va ser El mètode Grönholm de Jordi Galceran.
Al vestíbul d'entrada hi ha instal·lat el Rellotge il·lusori, poema visual de Joan Brossa.